# Diez discípulos principales de Buda Gautama

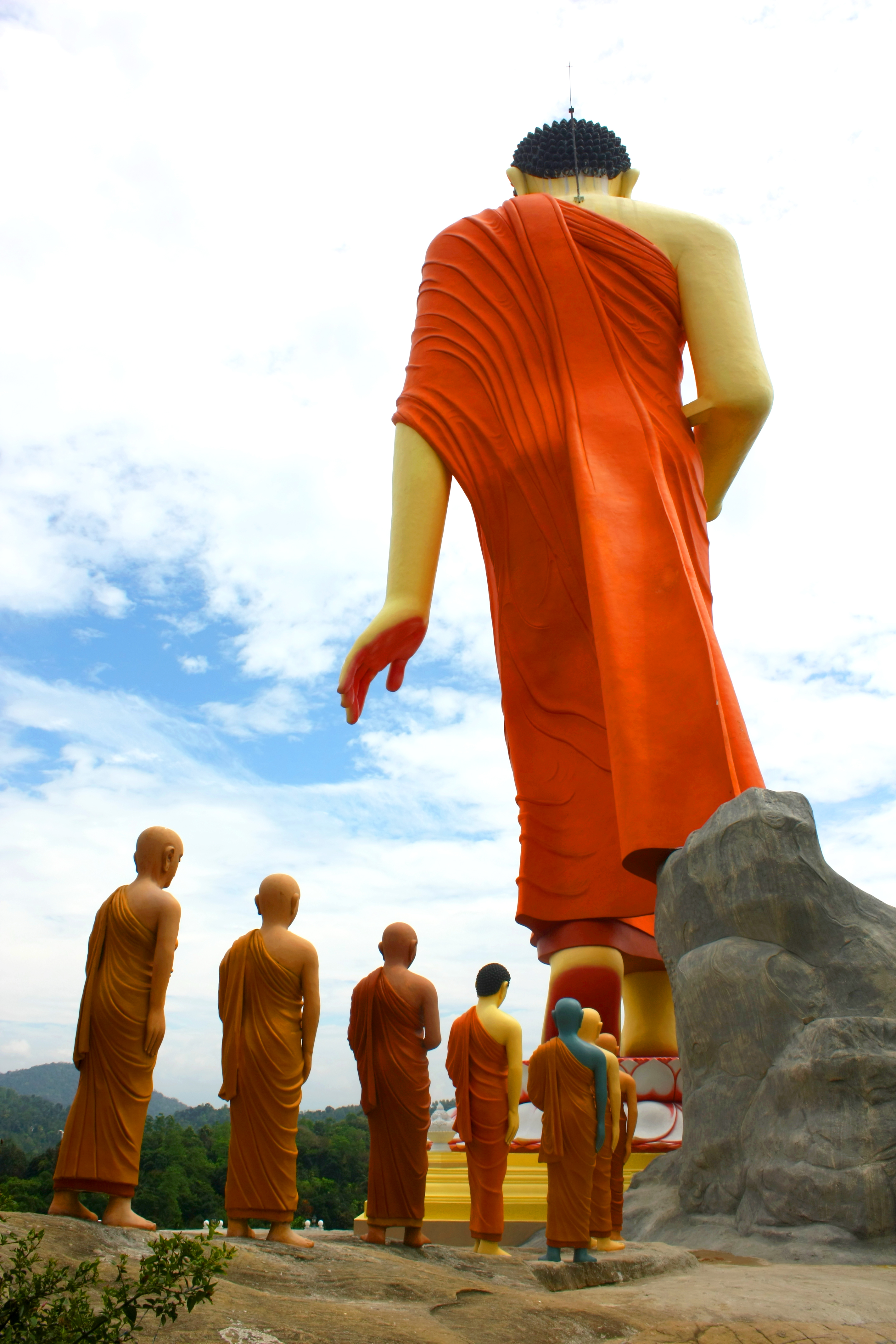
Buda y sus discípulos. Mayor estatua andante de Buda Gautama, Kandy, Sri Lanka.

Respecto a los Diez discípulos principales de Buda Gautama, hay que tener en consideración que varían dependiendo de la escritura. El Vimalakirti sutra incluye a:
1. Shariputra
2. Maudgalyayana
3. Mahakashyapa
4. Subhuti
5. Purna Maitrayani-putra
6. Katyayana
7. Anuruddha
8. Upali
9. Rāhula
10. Ananda